# Roberto Ravaglia
Roberto Ravaglia (Venetië, 26 mei 1957) is een voormalig Italiaans autocoureur. Eind jaren 80 en begin jaren 90 werd hij zesmaal op rij kampioen in verschillende toerklassen. Sinds 2001 runt hij samen met Aldo Preo zijn eigen raceteam, ROAL Motorsport genaamd, voorheen Ravaglia Motorsport.

## Carrière
Ravaglia begon met racen in de kart en werd tweemaal Italiaans kampioen. Begin jaren 80 kwam hij in de Formule 3 terecht, waarna hij in 1984 zijn debuut maakte in de toerklasse. In 1986 werd hij kampioen in de European Touring Car Championship in zijn BMW 635CSi. Een jaar later stapte hij over naar de nieuwe WTCC-klasse, in het leven geroepen als concurrent voor de ETCC. In de nieuwe BMW M3 won hij twee van de elf races, maar wist toch nipt het kampioenschap naar zich toe te trekken. Met acht podiumplekken vergaarde hij 269 punten, wat er eentje meer was dan dat het duo Klaus Ludwig en Klaus Niedzwiedz behaalden, die samen vier keer wonnen.
De WTCC werd opgeheven omdat de FIA vond dat de tak te hard groeide en het een te grote concurrent voor de Formule 1 dreigde te worden. Ravaglia ging terug naar de ETCC en reed daar opnieuw in de BMW M3 naar het kampioenschap van 1988. Aan het eind van dat jaar zou hij in de Grand Prix van Macau deelnemen, maar moest verstek laten gaan toen hij tijdens een verkeersongeval in zijn Fiat Uno een rib brak.
In 1989 stapte hij binnen BMW over naar de DTM, toen nog voluit Deutsche Tourenwagen-Meisterschaft genoemd. In zijn M3 won hij van de twee keer elf wedstrijden er drie, waarmee hij met een klein verschil kampioen werd.

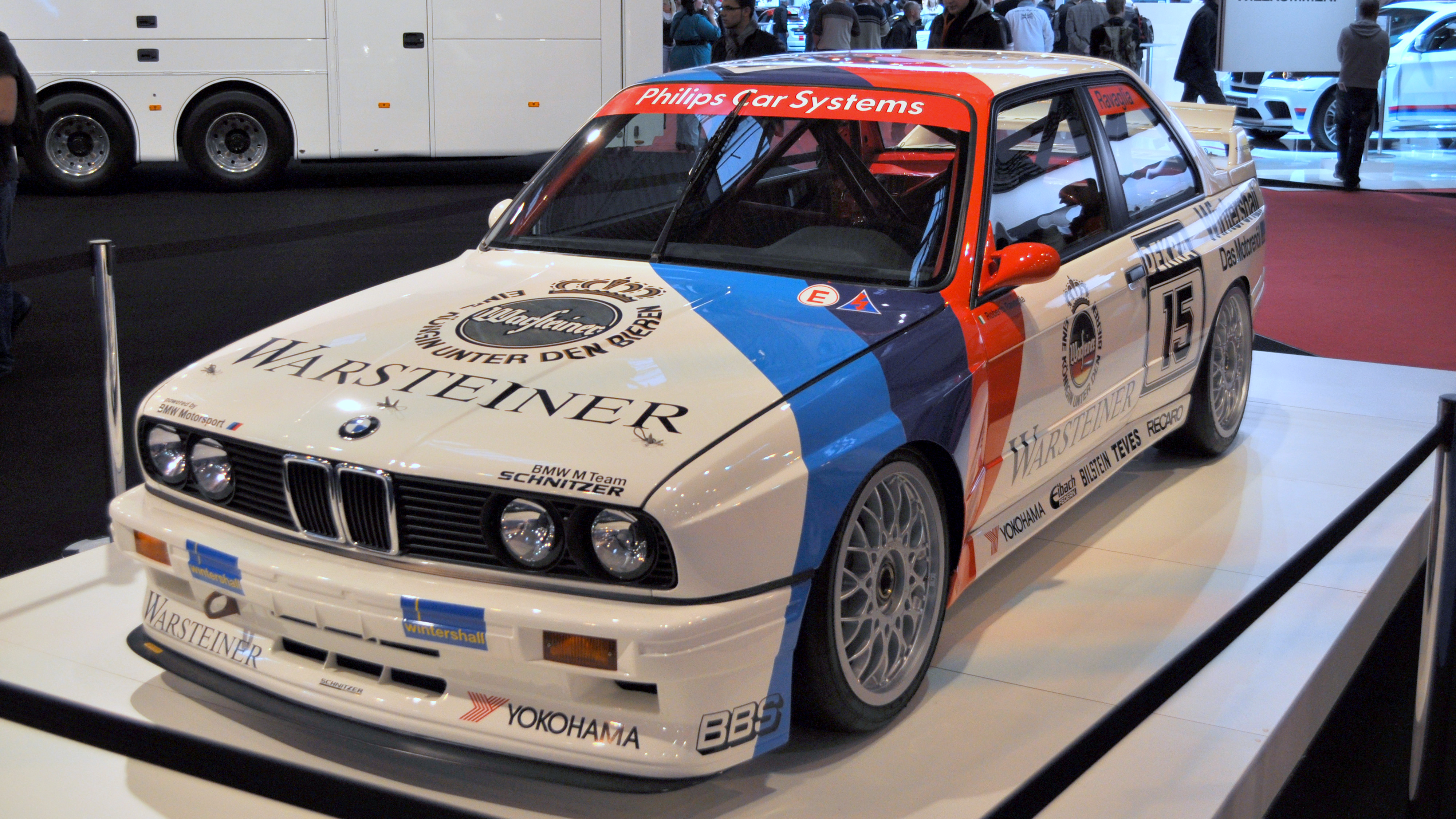
De BMW M3 waarmee Ravaglia in 1989 de DTM won.

## BMW M3 E30
In 1988 werd ter viering van het ETCC-kampioenschap dat Ravaglia behaalde een speciale editie van de BMW M3 ontworpen. Van de Europameister, zoals zijn bijnaam luidde, werden er 148 stuks gebouwd in de oktober en november 1988. De M3 had net als alle andere een 2,3l vier cilinder motor, maar met 195 pk. Alle 148 stuks werden in de kleur Macaoblau gespoten en persoonlijk door Ravaglia gesigneerd. Ravaglia reed de Grand Prix van Macau van 1988 – waarnaar de kleur van de lak werd vernoemd – niet, omdat hij verstek moest laten gaan wegens een blessure.